# Сергушкино (Звениговський район)
Сергу́шкино (рос. Сергушкино, марій. Сергушкин) — присілок у складі Звениговського району Марій Ел, Росія. Входить до складу Красноярського сільського поселення.

## Населення
Населення — 189 осіб (2010; 170 у 2002).
Національний склад (станом на 2002 рік):
- марі — 92 %